# 파르두비체구

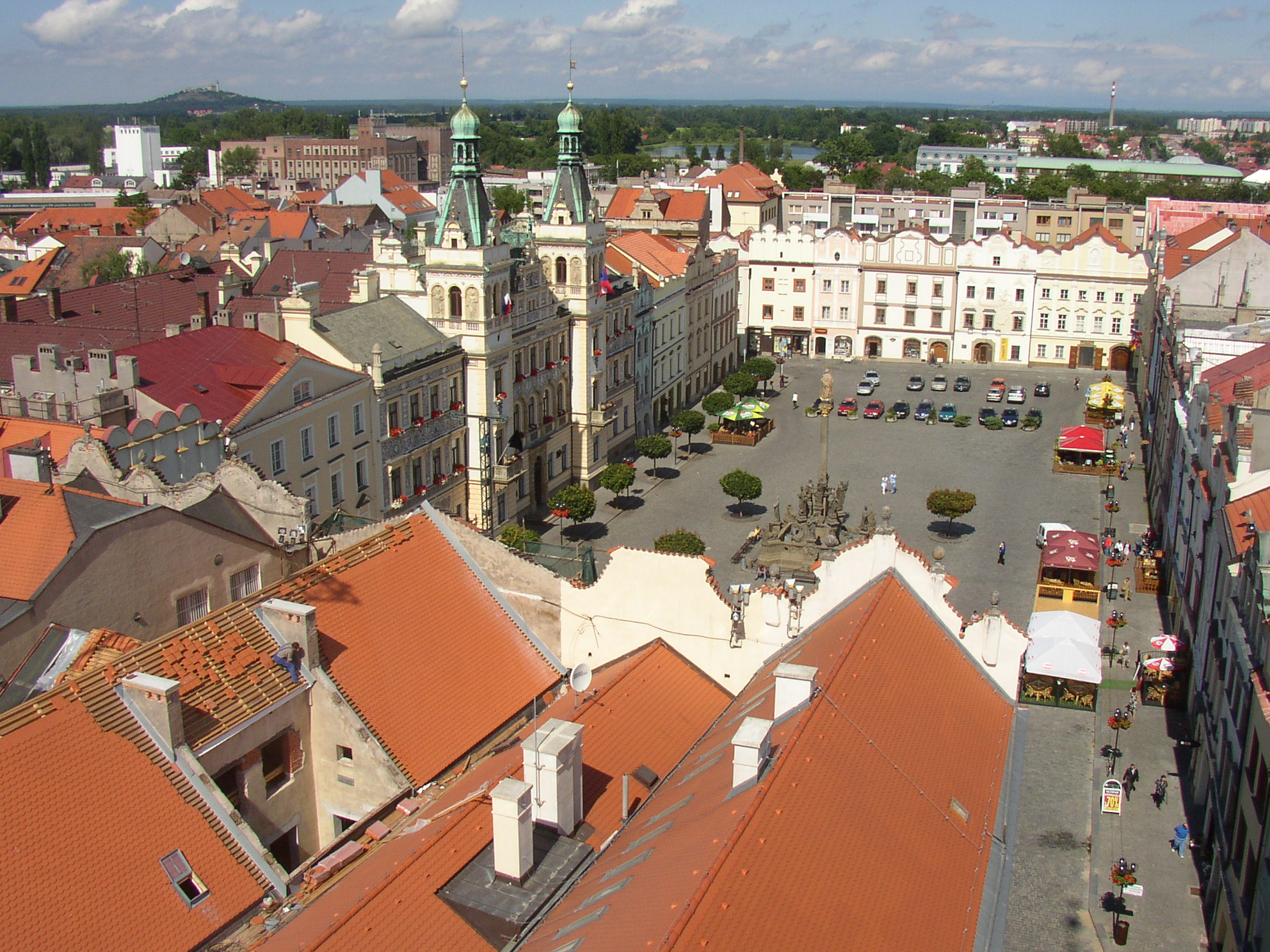
파르두비체구의 행정 중심지인 파르두비체

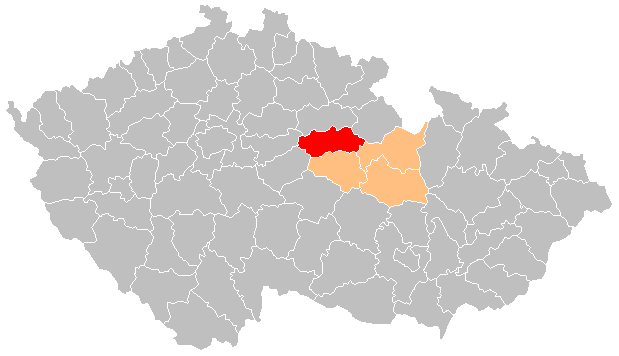
파르두비체구의 위치

파르두비체구(체코어: Okres Pardubice)는 체코 파르두비체주를 구성하는 4개 구 가운데 하나로 행정 중심지는 파르두비체이며 면적은 880.09km2, 인구는 173,329명(2019년 1월 1일 기준), 인구 밀도는 200명/km2이다.
파르두비체주 서부에 위치하며 112개 지방 자치체(9개 시, 103개 마을)를 관할한다. 파르두비체주 흐루딤구, 우스티나트오를리치구, 중앙보헤미아주 쿠트나호라구, 콜린구, 흐라데츠크랄로베주 흐라데츠크랄로베구, 리흐노프나트크네주노우구와 접한다.